# Grafschaft Guînes

Wappen der Grafschaft Guînes

Die Grafschaft Guînes war eine der ersten großen Grafschaften, die schon zu karolingischer Zeit erblich waren.
Vermutlich war das Land seit dem 7. Jahrhundert Teil der Grafschaft Flandern, die das gesamte Gebiet zwischen den Flüssen Somme und Schelde umfasste. Um 663 übergab Walbert, Graf von Arques, das gesamte Land, das er in Guînes besaß, an den heiligen Bertin, den Apostel der Region Saint-Omer und Gründer der später nach ihm benannten Abtei Saint-Bertin. Die erste Erwähnung des Namens Gisna, aus dem sich die Bezeichnung Guînes entwickelte, stammt aus dem Jahr 807. Sie findet sich in einer Schenkungsurkunde vom 11. Oktober desselben Jahres, durch die eine Lebtrude den Mönchen der Abtei ihre Besitzungen am Ghisnervlet, dem Fluss durch Guînes, in einer Ortschaft namens Wasconingawalla, übergab, ein Name, aus dem sich die heutige Bezeichnung La Walle entwickelte.
Im 11. Jahrhundert litten Land und Stadt stark unter den militärischen Auseinandersetzungen zwischen Philipp II. von Frankreich und dem Grafen von Flandern. Sie wurden mehrfach von den Truppen des Königs ebenso verwüstet wie von denen Renauds de Dammartin, Graf von Boulogne. Trotz dieser Katastrophen nahm Graf Arnold II. 1214 an der Schlacht von Bouvines an der Seite Philipps II. teil, dessen Vasall er geworden war.
Arnold III., 12. Graf von Guînes, geriet am 12. Juli 1253 in der Schlacht von Walcheren in Gefangenschaft, aus der er, um freigelassen zu werden, seine Grafschaft 1285 an den König verkaufen musste. Zehn Jahre später, 1295, gab Philipp IV. von Frankreich einen Teil des Besitzes an Johanna von Guînes zurück, die Enkelin Arnolds III. und Ehefrau von Johann II. von Brienne, Graf von Eu, der daraufhin zusätzlich den Titel eines Grafen von Guînes annahm.
Am 18. November 1350 wurde Rudolf II. von Brienne, Graf von Eu, 15. und letzter Graf von Guînes, Connétable von Frankreich, nach seiner Rückkehr aus vierjähriger englischer Gefangenschaft auf Befehl König Johanns II. verhaftet und am Tag darauf ohne Prozess enthauptet. Der König zog den Besitz ein und gab die Grafschaft Eu danach an Johann von Artois (Jean sans Terre), während er die Grafschaft Guînes in die Domaine royal aufnahm.
Drei Jahre nach der Einnahme von Calais, am 22. Januar 1351, geriet die Burg von Guînes durch Verrat in die Hände der Engländer. 1360 wurden Stadt und Grafschaft im Frieden von Brétigny vollständig England zugesprochen.

## Grafen von Guînes

### Haus Guînes

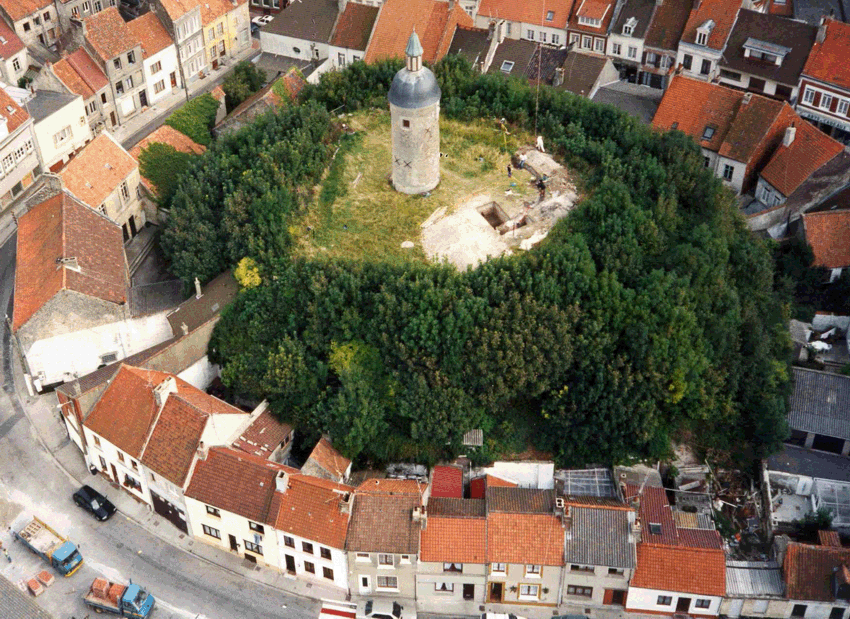
Motte des Château de Guînes

- Siegfried genannt der Däne (* um 940; † nach 965), erster Graf von Guînes, ⚭ 964, Elstrude von Gent, Tochter von Arnulf I. von Flandern und Alix oder Adele von Vermandois; wurde Graf von Guînes als Vasall des Grafen von Flandern.
- Ardolf genannt Posthumus (* 965/966; † nach 996), dessen Sohn, ⚭ Mathilde von Boulogne (* 965)
- Rudolf I. (* um 992; † 1036), dessen Sohn, ⚭ Rosella von Saint-Pol (* um 995)
- Eustach I. (* um 1016; † 1052/65), dessen Sohn, ⚭ Susanne von Ghermines (oder Gramines) (* um 1015), Tochter von Siger von Ghermines
- Balduin I. (* um 1038; † nach 1091), dessen Sohn, ⚭ Adele oder Christine von Holland (* um 1045, † 1085) (Gerulfinger)
- Manasse genannt Robert (* 1075; † 1137), dessen Sohn, ⚭ Emma von Folkestone (* um 1080, † nach 1140) (Giffard)
  - Henri de Bourbourg (* um 1115; † 1168), dessen Schwiegersohn, ⚭ Sibylle von Guînes († vor 1137), Manasses Tochter
- Aubrey de Vere († 1194), dessen Schwiegersohn, 1137 Graf von Guînes bis zur Trennung von Beatrix de Bourbourg, Tochter Henris, um 1145.

### Haus Gent
- Arnold I., ⚭ Mahaut von Saint-Omer (* um 1115)
- Balduin II. (* um 1135; † 1205), deren Sohn, ⚭ Christine von Marck (* um 1140, † 2. Juli 1177)
- Arnold II. (* um 1170; † 1220), deren Sohn, Kastellan von Bourbourg in Ardres, Herr von Ardres, ⚭ Beatrix von Bourbourg (* um 1175, † 1214)
- Balduin III. (* 1200; † 1244), deren Sohn, Kastellan von Bourbourg, Herr von Ardres ⚭ Mahaut de Fiennes (* um 1205 †?)
- Arnold III. (* um 1225; † um 1283), deren Sohn, Kastellan von Bourbourg, Herr von Ardres und Alost, ⚭ Alix oder Marie von Coucy (* um 1225)

### Haus Brienne
- Johann von Brienne († 1302), Graf von Eu und Guînes, ⚭ Johanna von Guînes, Enkelin Arnolds III.,
- Rudolf II. (* 1302; † 1344), deren Sohn, (als Rudolf I.) Graf von Eu, Graf von Guînes, Connétable von Frankreich
- Rudolf III., († 19. November 1350), dessen Sohn, (als Rudolf II.) Graf von Eu, 15. und letzter Graf von Guînes, Connétable von Frankreich

### Haus La Trémoille
- Georges de La Trémoille (* 1566; † 1446), 1398 Graf von Guînes.
- Louis I. († 1483), Graf von Guînes, dessen Sohn
- Louis II. (X 1525), Vicomte de Thouars, Prince de Talmond, Comte de Guînes et de Benon, dessen Sohn
- Charles (X 1515), Prince de Talmond et de Mortagne, Comte de Taillebourg, dessen Sohn
- François († 1541), Vicomte de Thouars, Prince de Talmond, Comte de Guînes, de Benon et de Taillebourg, dessen Sohn
- Louis III. († 1577), Duc de Thouars, Prince de Tarente et de Talmond, Comte de Taillebourg, de Guînes et de Benon, dessen Sohn
- Claude (* 1566; † 1604), Duc de La Trémoille, 2. Duc de Thouars, Prince de Tarente et de Talmond, Comte de Guînes etc., dessen Sohn
- Henri (* 1598; † 1674), 2. Duc de La Trémoille, 3. Duc de Thouars, Prince de Tarnente et de Talmond, Comte de Laval, de Montfort, de Guînes, de Benon, de Taillebourg et de Jonvelle
- Henri Charles (* 1620; † 1672), Prince de Tarente et de Talmond, Comte de Laval etc., dessen Bruder
- Charles Belgique Hollande († 1709), 3. Herzog von La Trémoille, 4. Herzog von Thouars, dessen Sohn
- Charles Louis Bretagne († 1719), 4. Herzog von La Trémoille, 5. Herzog von Thouars, dessen Sohn
- Charles-Armand-René († 1741), 5. Herzog von La Trémoille, 6. Herzog von Thouars, dessen Sohn
- Jean Bretagne Charles Godefroi († 1792), 6. Herzog von La Trémoille, 7. Herzog von Thouars, dessen Sohn
- Charles Bretagne Marie Joseph († 1839), 7. Herzog von La Trémoille, 8. Herzog von Thouars, dessen Sohn
- Louis Charles († 1911), 8. Herzog von La Trémoille, 9. Herzog von Thouars, dessen Sohn
- Louis Charles Marie († 1921), 9. Herzog von La Trémoille, 10. Herzog von Thouars, dessen Sohn
- Louis Jean Marie († 1933), 10. Herzog von La Trémoille, 11. Herzog von Thouars, dessen Sohn – ultimus familiae